# За шаку долара
За шаку долара (итал. Per un pugno di dollari, енгл. A Fistful of Dollars) је италијански вестерн филм из 1964. године, који је режирао Серђо Леоне. У главној улози је Клинт Иствуд, а у осталим улогама су Маријана Кох, Ђан Марија Волонте, Хосе Калво, Јозеф Егер, Антонио Пријето, Марио Брега, Волфганг Лукши и Зајгхарт Руп. Филм, снимљен у међународној копродукцији између Италије, Западне Немачке и Шпаније, имао је релативно низак буџет (око 200 хиљада долара), док је Иствуд за своју улогу плаћен 15 хиљада долара.
Реализован у Италији 1964, а у Сједињеним Државама 1967. године, филм је покренуо велико занимање за италијанским вестерн жанром. Прате га наставци За долар више и Добар, лош, зао, у којима главну улогу такође тумачи Иствуд. Овај филм је сматран незваничним римејком филма Акира Куросаве, Телесна стража, што је резултовало успешном тужбом јапанске филмске компаније Тохо. У Сједињеним Државама, главни лик сва три филма је познат као „Човек без имена”.

## Радња
Прича почиње кад лик којег тумачи Клинт Иствуд (Човјек без имена), стиже у градић Сан Мигел, у којем га убрзо упозоравају како се у граду за превласт боре двије породице: Рохаси са дон Мигелом као главом породице, кукавицом Естебаном те Рамоном, и породица Бакстер којој је на челу Џон Бакстер, градски шериф. Човјек без имена одлучује се како ће радити за обе породице као плаћеник „за шаку долара“, а у исто вријеме их навести да се међусобно сукобе. Коначно, успијева ослободити Рамонову заробљеницу и љубавницу, Марисол (Маријана Кох) и враћа је њеној породици. Она, заједно са мужем и сином, напушта град. Након што открију издају, браћа Рохас хватају Човјека без имена те га муче, али он не открива гдје је Марисол. Браћа се одлучују коначно обрачунати с Бакстеровима: након што запале кућу Бакстерових, убијају све који су се нашли у њој, укључујући шерифа, његову жену и сина. Човјек без имена успијева побјећи уз помоћ гробара Пирипера и враћа се у град да спаси локалног власника салуна и пријатеља, Силванита. На крају, обрачунава се са браћом Рохас и њиховом бандом. Уз помоћ непробојног штита на грудима, задовољава правду и одлази из градића пре што стигну представници закона.

## Улоге
| Глумац             | Улога                            |
| ------------------ | -------------------------------- |
| Клинт Иствуд       | Џо                               |
| Маријана Кох       | Марисол                          |
| Ђан Марија Волонте | Рамон Рохо (као Џон Велс)        |
| Хосе Калво         | Силванито                        |
| Јозеф Егер         | Пириперо                         |
| Антонио Пријето    | Дон Бенито Рохо                  |
| Марио Брега        | Чико (као Ричард Стајвесант)     |
| Волфганг Лукши     | Шeриф Џон Бакстер (као В. Лукши) |
| Зајгхарт Руп       | Естебан Рохо (као З. Руп)        |

## Зарада
- Зарада у САД - 14.500.000 $